# Брат (Дискавері)

## Про епізод
Брат — шістнадцятий епізод американського телевізійного серіалу «Зоряний шлях: Дискавері» та перший в другому сезоні. Епізод був написаний Алексом Куртцманом а режисували Тед Салліван, Гретхен Берг й Аарон Гарбертс. Перший показ відбувся 17 січня 2019 року. Українською мовою озвучено студією «ДніпроФільм».

## Зміст
Саре і Майкл — поокремо — пригадують як вона прибула на Вулкан. Як землянка-дружина Сарека пообучла Майкл присвятити все своє життя. Як Бернем познайомилася зі Споком — названим братом.
На шляху до планети Вулкан, щоб забрати свого нового капітана — після зради Габріеля Лорки під час федераційно-клінгонської війни — «USS Discovery» отримує сигнал лиха від «USS Enterprise». «Ентерпрайз» посилає сигнал лиха — «Дискавері» наманається зв'язатися з ним азбукою Морзе. На його борту знаходиться Спок.
Капітан Крістофер Пайк приймає екстрене командування «Дискавері» і пояснює, що «Ентерпрайз» розслідував явище семи таємничих сигналів на відстані 30 000 сітлових років один від одного, коли зазнав катастрофічного пошкодження. Шість сигналів зникли. Для перебирання командування «Дискавері» Пайк змушений підтвердити ДНК-код в присутності всіх офіцерів корабля на капітанському містку. Корабель виругає до місця визначеного як п'ятий сигнал. По дорозі Тіллі дозоляє Стамецу своєю балаканиною. Стамец їй повідомляє — він повернеться по завеншенні місії Пайка до викладацької роботи. До Майкл приходить Сарек й бачить у неї «Алісу в країні чудес» — її читала маленькій Бенренм Аманда. Віе в часі розмови повідомляє — клінгони теж гадки не мають щодо походження сигналу.
Зрештою зникає і сьомий сигнал, коли «Дискавері» прибуває до місця призначення. Вони виявляють між уламків міжзоряного астероїда гравітаційний колодязь. На поверхні виявляють уламки корабля «US Hiawatha» («Гаявата») — який пропав під час війни — на астероїді, виготовленому з небаріонової речовини. Бернем пропонує Кірку варіант порятунку застряглих на астероїді. Чотири рятівники в десантних капсулах ругають до астероїда з прискоренням 4 g. В умовах пролітання вибухаючими уламками їм доводиться управляти капсулами вручну; лейтенант Коннолі гине. Майкл своєю капсулою нальмує пошкоджену капсулу Кірка — доки на «Дискавері» готують екстренне катапультування. Кірк і Бернем катапультуються; вони живі.
Нпа астероїді до них наближається бот, зібраний з деталей корабля. Всередині «Гаявати» знаходиться командер-інженер Джет Рено, яка доглядала останніх, хто вижив з екіпажу. Тим часом астероїд швидко прямує на зіткнення з пульсаром. «Дискавері» не може прийняти вцілілих з першої спроби і маневрує між уламками. 6 поранених транспортуються на корабель. Зникає живлення в транспортаційній на астероїді. Решту транспортують на «Дискавері» — Бернем вибухом відкидає; Кірк не встигає вискочити з траспортаційного променя. Бернем в захисному костюмі біжить між падаючих уламків «Гаявати»; її збиває з ніг, Майкл втрачає свідомість.
Командор Бернем опритомнює й бачить — її ногу прохромив розпечений металевий прут. І тут вона бачить Червоного Ангела, він перетворюється на Кірка — він повернувся за Майкл. Транспортаційний промінь «Дискавері» не зміг перенести зразок, який прихопила Майкл — вона вважає, що він складався не з баріонної матерії. Тіллі за розрахунками Майкл еаманається захопити один із зразків з астероїда. До них приєднується Стамец.
Кірк поступається кріслом командира корабля Сару. «Дискавері» готується захопити уламок антиматерії. Величезна брила зафіксована; «Дискавері» вибирається з поля уламків.
В приватній розмові Кірк повідомляє Бернем — він відпустив Спока у приватну відпустку з огляду на його тривожний психолоічний стан.
В стані подібному до видіння Майкл відвідує пошкоджений «Ентерпрайз», щоб дослідити приміщення її прийомного брата Спока, який раніше взяв відпустку для особистого розслідування. Бернем виявляє, що йому ввижалися кошмари про сім сигналів.
Не кожне ув'язнення вічне. Не кожна втрата непоправна.

## Сприйняття та відгуки
Станом на березень 2021 року на сайті «IMDb» серія отримала 7.3 бала підтримки з можливих 10 при 4203 голосах користувачів. На «Rotten Tomatoes» 100 % схвалення при відгуках 21 експерта. Резюме виглядає так: «Наповнена прихованими візуальними елементами та освіжаючими зворотними зв'язками, прем'єра другого сезону підтверджує — „Зоряний шлях: Дискавері“ на правильному шляху».
Оглядач «IGN» Скотт Коллура зазначав: «Похвальне те, що епізоду вдається виконати поставлені завдання за відведений час, який триває годин. Але деякі прогальмовування можна вибачити, оскільки загальне відчуття епізоду полягає в тому, що серіал зараз стоїть набагато твердіше і впевненіше, ніж це було під час його дебюту».
В огляді Кейті Берт для «Den of Geek» зазначено: «Для тих, хто був розчарований бойовиком, що вплавав на перебіг подій першого сезону, 2-й сезон „Зоряного шляху: Дискавері“ не збирається повністю повторювати цей план. У певних відтинках прем'єри сезону є прихильність до чудес наукових досліджень. Загалом перший епізод добрн виважений (з невеликим зауваженням).»/
Деррен Френіч в огляді для «Entertainment Weekly» зазначав: «„Зоряний шлях: Відкриття“ продовжує залишатися серіалом, що будується.».

## Знімались
- Сонеква Мартін-Грін — Майкл Бернем
- Даг Джонс — Сару
- Ентоні Репп — Пол Стамец
- Мері Вайзман — Сільвія Тіллі
- Вілсон Круз — Гаг Калбер
- Енсон Маунт — Крістофер Пайк
- Джеймс Фрейн — Сарек
- Міа Кіршнер — Аманда Грайсон
- Тіг Нотаро — Джет Рено
- Ганна Чізман — лейтенанттка Ейріам
- Емілі Коуттс — Кейла Делмер
- Патрік Квок-Чун — Ріс
- Ойін Оладейо — Джоан Овосекун
- Ронні Роу — лейтенант Брайс
- Ітан Пек — Спок
- Шейн Коннолі Аффлек — лейтенант Коннолі
- Рейчел Анчеріл — командорка Нган
- Рейвен Дауда — Трейсі Поллард
- Сара Мітіч — лейтенантка Нільсон
- Девід Бенджамін Томлінсон — Лінус